# Friedrich von Metzler
Friedrich von Metzler (* 23. April 1943 in Dresden; † 17. November 2024 in Frankfurt am Main) war ein deutscher Bankier und Mäzen aus der Bankiersfamilie Metzler.

## Leben
Friedrich von Metzler war der Sohn von Albert (1898–1989) und Elisabeth von Metzler, geborene Kunze (1915–2012). Nach seiner Ausbildung bei Kredit- und Investmentbanken in den USA, Großbritannien und Frankreich folgte 1969 sein Eintritt in die Privatbank B. Metzler seel. Sohn & Co. KGaA, deren persönlich haftender Gesellschafter er von 1971 bis 2021 war.
Von Metzler gehörte von 1986 bis 1993 dem Vorstand der Frankfurter Wertpapierbörse (FWB) an. Von 1989 bis 1993 war er Vorstandsvorsitzender der FWB und von 1990 bis 1993 Aufsichtsratsvorsitzender der Frankfurter Wertpapierbörse AG / Deutsche Börse AG. In diesen Ämtern war er einer der Initiatoren für die Umwandlung der Frankfurter Wertpapierbörse in die Deutsche Börse AG. Dabei wurde die Frankfurter Wertpapierbörse mit den anderen öffentlich-rechtlichen Institutionen Deutsche Terminbörse, Deutscher Kassenverein, Auslands-Kassenverein und Deutsche Wertpapierdaten-Zentrale zur neu gebildeten Deutsche Börse AG vereint.
Von Metzler zog sich Ende Mai 2018 aus dem Vorstand der Metzler-Holding und der Geschäftsleitung des Bankhauses Metzler zurück, blieb aber bis zur Änderung der Gesellschaftsform in eine Aktiengesellschaft persönlich haftender Gesellschafter. In der Bank folgten ihm sein Sohn Franz als Mitglied des Vorstands und seine Tochter Elena als Mitglied des Aufsichtsrats nach.
Von Metzlers Sohn Jakob wurde 2002 im Alter von elf Jahren von dem Studenten Magnus Gäfgen entführt und ermordet. Der Entführungsfall wurde Thema des Fernsehfilms Der Fall Jakob von Metzler.
Friedrich von Metzler starb am 17. November 2024 im Alter von 81 Jahren in Frankfurt am Main und wurde auf dem dortigen Hauptfriedhof beigesetzt. Er hinterließ seine Ehefrau Sylvia und zwei Kinder.

## Ehrenämter
Von Metzler war bis 2021 stellvertretender Vorsitzender der Administration der Dr. Senckenbergischen Stiftung sowie bis zu seinem Tod stellvertretender Vorsitzender des Kuratoriums der Senckenberg Gesellschaft für Naturforschung.

## Auszeichnungen
- 2003: Bundesverdienstkreuz I. Klasse[12]
- 2004: Ehrenbürger von Frankfurt am Main
- 2010: „Wissenschaftsorientierter Unternehmer des Jahres“ des Verbandes der Hochschullehrer für Betriebswirtschaft (VHB)
- 2011: Georg-August-Zinn-Medaille des Landes Hessen (mit seiner Ehefrau)[13] Mit dieser Auszeichnung werden Verdienste um das Gemeinwohl in Hessen gewürdigt.
- 2011: Willy-Pitzer-Preis (dotiert mit 25.000 Euro, für „sein Lebenswerk, in dem er den Stiftungsgedanken und soziales Engagement außerordentlich gefördert hat“[14])
- 2012: Maecenas-Ehrung des Arbeitskreises selbständiger Kultur-Institute e. V. (AsKI), zusammen mit seiner Ehefrau für „ihre beispielgebenden Verdienste um die Förderung des kulturellen und sozialen Lebens in der Stadt Frankfurt am Main“
- 2014: Handelsblatt Hall of Fame[15]
- 2014: Hall of Fame des Manager Magazins[16]
- 2014: Hessischer Verdienstorden
- 2014: Unternehmerpreis des Business Clubs Aachen Maastricht
- 2017: Deutscher Gründerpreis[17]
- 2018: Ehrenprofessor des Landes Hessen[18]
- 2019: Meritum-Preis des Deutschen Aktieninstituts[19]